# 惡靈古堡～瑪爾哈維的慾望～
《生化危機～瑪露哈華的渴望～》（日語：バイオハザード〜マルハワデザイア〜，BIOHAZARD marhawa desire）是卡普空正式授權、生化危機遊戲製作團隊負責故事主要內容所推出的漫畫，作者為芹澤直樹，自2012年3月8日起於週刊少年Champion上連載。設定上本作劇情時間發生在《生化危機5》之後、《生化危機6》本篇故事開始的幾個月之前，講述C病毒在新加坡一間封閉式的學院內的爆發以及一場陰謀。

## 故事簡介
在新加坡的名門學校瑪爾哈維學園中，如同陸上孤島的學園裡，發生女學生變成殭屍的謎樣事件。細菌學的權威，同時也是BSAA（生物恐怖主義安全評估聯盟）的顧問道格·萊特，受到舊情人瑪爾哈維學園理事長葛蕾西亞要求調查事件的委託。道格帶著外甥，亦是其任教大學的學生瑞奇·戶澤來到學園中，卻意外被捲入了這逐漸擴大的慘劇當中。
藏身在慘劇背後的神秘人物，以及追尋著道格教授蹤跡的克里斯·雷德菲爾等BSAA成員，交會出的絲線，將紡織出最驚懼的噩夢。

## 登場人物
瑞奇·戶澤（Ricky Tozawa）
男主角，貝內特大學理工學院二年級生，道格的外甥。
道格·萊特（Doug Wright）
任教於貝內特大學的教授，細菌學的權威，同時也是BSAA的顧問。
葛蕾西亞（Gracia）
瑪爾哈維學園理事長，道格的舊情人。
賓蒂·貝爾加拉（Bindi Bergara）
瑪爾哈維學園學生會會長。
克里斯·雷德菲爾（Chris Redfield）
惡靈古堡系列男主角之一，BSAA特種部隊隊長。
皮爾斯·尼凡斯（Piers Nivans）
克里斯小隊的成員，擔任狙擊手。

## 出版書籍
單行本第1卷於法國、德國、義大利、西班牙、波蘭、巴西、台湾、香港、泰國、印度尼西亞、越南包括日本加總全12個國家地區，同時出版發行。
| 卷數 | 秋田書店      | 秋田書店               | 台灣東販       | 台灣東販              | 天下出版       | 天下出版              |
| 卷數 | 發售日期      | ISBN                   | 發售日期       | ISBN                  | 發售日期       | ISBN                  |
| ---- | ------------- | ---------------------- | -------------- | --------------------- | -------------- | --------------------- |
| 1    | 2012年6月8日  | ISBN 978-4-253-13291-6 | 2012年6月5日   | ISBN 978-986-251763-5 | 2012年6月8日   |                       |
| 2    | 2012年10月5日 | ISBN 978-4-253-13292-3 | 2013年1月18日  | ISBN 978-986-251927-1 | 2012年10月11日 |                       |
| 3    | 2013年1月8日  | ISBN 978-4-253-13293-0 | 2013年4月22日  | ISBN 978-986-331025-9 | 2013年1月11日  | ISBN 978-988-810072-9 |
| 4    | 2013年5月8日  | ISBN 978-4-253-13294-7 | 2013年10月22日 | ISBN 978-986-331180-5 | 2013年5月27日  |                       |
| 5    | 2013年10月8日 | ISBN 978-4-253-13295-4 | 2014年8月9日   | ISBN 978-986-331273-4 | 2013年10月31日 |                       |